# Eric Brook
Eric Brook, né le 27 novembre 1907 à Mexborough (Angleterre) et mort le 29 mars 1965, était un footballeur anglais, qui évoluait au poste d'ailier gauche à Manchester City et en équipe d'Angleterre.
Brook a marqué dix buts lors de ses dix-huit sélections avec l'équipe d'Angleterre entre 1929 et 1937.

## Carrière
- 1925-1928 : Barnsley
- 1928-1939 : Manchester City

## Palmarès

### En équipe nationale
- 18 sélections et 10 buts avec l'équipe d'Angleterre entre 1929 et 1937[1].

### Avec Manchester City
- Vainqueur du Championnat d'Angleterre de football en 1937.
- Vainqueur de la Coupe d'Angleterre de football en 1934.